# Winchester (Illinois)
Winchester és una ciutat dels Estats Units a l'estat d'Illinois. Segons el cens del 2000 tenia 1.650 habitants.

## Demografia
Segons el cens del 2000, Winchester tenia 1.650 habitants, 727 habitatges, i 460 famílies. La densitat de població era de 601 habitants/km².
Dels 727 habitatges en un 31,2% hi vivien nens de menys de 18 anys, en un 49,4% hi vivien parelles casades, en un 11,4% dones solteres, i en un 36,6% no eren unitats familiars. En el 34,1% dels habitatges hi vivien persones soles el 19,9% de les quals corresponia a persones de 65 anys o més que vivien soles. El nombre mitjà de persones vivint en cada habitatge era de 2,27 i el nombre mitjà de persones que vivien en cada família era de 2,92.
Per edats la població es repartia de la següent manera: un 25% tenia menys de 18 anys, un 6,4% entre 18 i 24, un 25,5% entre 25 i 44, un 21,8% de 45 a 60 i un 21,3% 65 anys o més.
L'edat mediana era de 40 anys. Per cada 100 dones de 18 o més anys hi havia 80,8 homes.
La renda mediana per habitatge era de 30.938 $ i la renda mediana per família de 40.592 $. Els homes tenien una renda mediana de 31.410 $ mentre que les dones 20.000 $. La renda per capita de la població era de 17.354 $. Aproximadament el 6,8% de les famílies i el 10,4% de la població estaven per davall del llindar de pobresa.

## Poblacions properes
El següent diagrama mostra les poblacions més properes.